# Pop shove-it
 (septembre 2024).
Le pop shove-it est une figure de skate. Elle consiste à faire décoller la planche du sol (en faisant un ollie "poppé"), à lui faire effectuer une rotation de 180° autour d'un axe vertical et à retomber dessus ensuite. Il est très proche du shove-it, pour lequel la rotation de la planche s'effectue sans ollie préalable, et donc à ras du sol.
Pour un skateur roulant en regular (avec son pied gauche au milieu de la planche), on parlera de "BS shove-it" si la planche tourne dans le sens des aiguilles d'une montre, et de "FS shove-it" si elle tourne dans l'autre. BS et FS signifient respectivement backside et frontside.
Comme toutes les figures de skate, le pop shove-it peut être effectué en fakie (en roulant vers l'arrière), en switch (avec les pieds inversés) ou en nollie (combinaison des deux précédents). Pour les personnes sachant popper dans cette position, il est parfois plus facile d'entrer un pop shove-it en fakie.
Il existe des variantes assez évidentes du pop shove-it, lorsque la planche effectue plus de 180°. Citons le 360 pop shove-it et le 540 pop shove-it.